# Point of sale

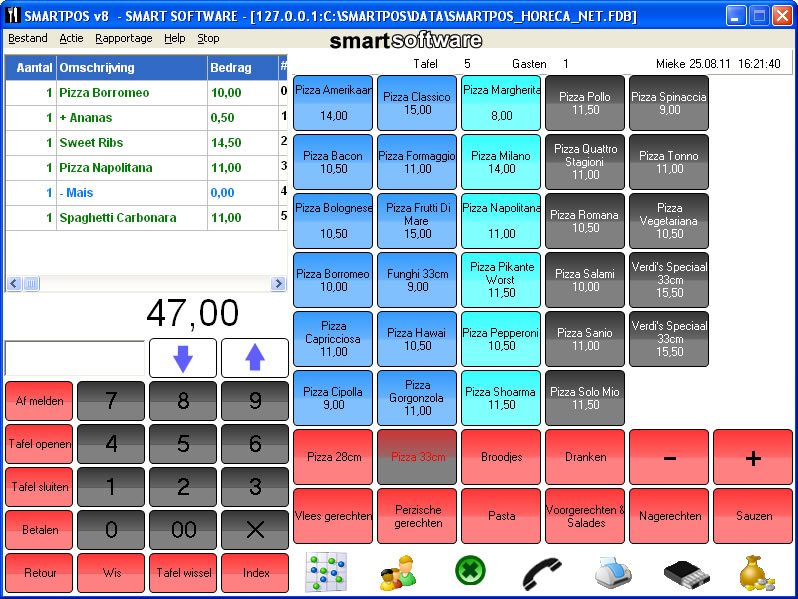
Screenshot smartpos

Een point of sale (POS) is in een winkel de locatie waar de kooptransactie plaatsvindt. In een supermarkt of een warenhuis is dit de kassa of afrekeneenheid. Belangrijke onderdelen van een point of sale zijn het kassasysteem, en het POS-materiaal.

## Kassasysteem
Het 'POS-systeem' is het computergestuurd kasregister. In tegenstelling tot standaardkasregistersystemen ('Electronic Cash Register' of ECR) is een POS veel uitgebreider, met name in rapportages, beheer en verkoop.
Een POS-systeem bestaat uit hardware en software. Voor hardware wordt meestal een systeem gebruikt dat vaak uitgerust is met een Aanraakscherm.
Daarnaast zijn er tal van uitbreidingen mogelijk zoals; bonnenprinters, barcodescanner, klantendisplay, vingerafdrukkenherkenningssysteem,  mobiele handterminals en elektronische kassaladen.
Voordelen van POS-systemen zijn:
- uitgebreide dataopslag met meestal een "oneindig" Journaalpost
- geen beperking in artikelaantallen
- gemakkelijk in bediening ten opzichte van een ECR-kassa
- efficiënter werken door functies zoals voorraadbeheer, kasbeheer en PIN-koppelingen met een betaalautomaat.

Nadelen van POS-systemen zijn:
- hoge aanschafprijs
- storingsgevoeliger ten opzichte van een ECR-kassa

De 'IBM 4683' was het eerste POS-systeem, geïntroduceerd in 1985.

## POS-materiaal
De reclame-uitingen die men aantreft op de toonbank of in de omgeving van de kassa worden POS-materiaal genoemd. Voorbeelden zijn reclameborden, plafondhangers, raam- en vloerstickers, schapstoppers en tafelstaanders. Deze reclame-uitingen of artikelen  zijn bedoeld om de aandacht te trekken voor klanten, die wachten om af te rekenen. Ze moeten te verleiden om nog iets te kopen. Bijvoorbeeld het snoep bij de kassa in de supermarkt.